# Thai Premier League Division 1 – 2014
Die Thai Premier League Division 1 2014 war die insgesamt 17. Saison der zweiten Liga Thailands. Die Liga wurde auch  Yamaha League Division 1 genannt. Die Liga startete mit 18 Vereinen.

## Mannschaften
Aufsteiger
- Thai Premier League Division 1 - 2013 → Thai Premier League 2014

Air Force AVIA
Singhtarua FC
PTT Rayong FC
Absteiger
- Thai Premier League Division 1 - 2013 → Regional League Division 2

Rayong FC
Rayong United
Absteiger
- Thai Premier League 2013 → Thai Premier League Division 1 - 2014

Pattaya United
Aufsteiger
- Regional League Division 2 → Thai Premier League Division 1 - 2014

Roi Et CF
Chiangmai FC
Phitsanulok FC
Angthong FC
| Mannschaft              | Standort          | Stadion                                         | Kapazität |
| ----------------------- | ----------------- | ----------------------------------------------- | --------- |
| Angthong FC             | Ang Thong         | Ang Thong Province Stadium                      | 3.800     |
| Ayutthaya FC            | Ayutthaya         | Ayutthaya Province Stadium                      | 6.000     |
| Bangkok FC              | Bangkok           | 72nd Anniversary Stadium (Bang Mod)             | 8.000     |
| BBCU FC                 | Nonthaburi        | Nonthaburi Youth Centre Stadium                 | 6.000     |
| Chiangmai FC            | Chiang Mai        | 700th Anniversary Stadium                       | 25.000    |
| Khon Kaen FC            | Khon Kaen         | Khon Kaen PAO Stadium                           | 8.500     |
| Krabi FC                | Krabi             | Krabi Provincial Stadium                        | 6.000     |
| Nakhon Pathom United FC | Nakhon Pathom     | Nakhon Pathom Municipality Sport School Stadium | 2.141     |
| Nakhon Ratchasima FC    | Nakhon Ratchasima | 80th Birthday Stadium                           | 20.141    |
| Pattaya United          | Pattaya           | Nong Prue Stadium                               | 5.000     |
| Phuket FC               | Phuket            | Surakul Stadium                                 | 15.000    |
| Phitsanulok FC          | Phitsanulok       | Phitsanulok PAO Stadium                         | 3.066     |
| Roi Et CF               | Roi Et            | Roi Et Province Stadium                         | 5.000     |
| Saraburi FC             | Saraburi          | Saraburi Stadium                                | 10.000    |
| Siam Navy FC            | Sattahip          | Navy Stadium                                    | 6.000     |
| Sriracha FC             | Si Racha          | IPE Stadium Chonburi                            | 12.000    |
| Trat FC                 | Trat              | Trat Province Stadium                           | 4.000     |
| TTM Customs FC          | Samut Prakan      | Lad Krabang 54 Stadium                          | 2.000     |

## Personal
| Mannschaft              | Trainer                | Mannschaftskapitän      |
| ----------------------- | ---------------------- | ----------------------- |
| Angthong FC             | Vorawan Chitavanich    | Santat Klinyeesun       |
| Ayutthaya FC            | Koichi Sugiyama        | Sorasak Kaewinta        |
| Bangkok FC              | Miloš Joksić           | Tana Sripandorn         |
| BBCU FC                 | Worachai Surinsirirat  | Sarun Samingchai        |
| Chiangmai FC            | Somchai Chuayboonchum  | Noppadol Wongchan       |
| Khon Kaen FC            | Tehwet Kamolsin        | Supakorn Karada         |
| Krabi FC                | Chayaphol Kotchasan    | Thaweephong Ja-reanroob |
| Nakhon Pathom United FC | Peter Withe            | Apisak Kong-on          |
| Nakhon Ratchasima FC    | Sugao Kambe            | Kraikiat Beadtaku       |
| Pattaya United          | Trongyod Klinsrisook   | Thanaphol Huangprakone  |
| Phitsanulok FC          | Surachai Jirasirichote | Paramet Mardkhuntod     |
| Phuket FC               | Reuther Moreira        | Wasan Natasan           |
| Roi Et CF               | Jakarat Tonhongsa      | Kittipol Paphunga       |
| Saraburi FC             | Totchtawan Sripan      | Panuwat Yimsa-ngar      |
| Siam Navy FC            | Surasak Tungsurat      | Kusoel Pengpol          |
| Sriracha FC             | Naruphol Kaenson       | Daisuke Tada            |
| Trat FC                 | Krit Singha-preecha    | Rattaporn Saetan        |
| TTM Customs FC          | Jatuporn Pramualban    | Teerawut Sanphan        |

## Ausländische Spieler
| Mannschaft              | Spieler 1          | Spieler 2            | Spieler 3            | Spieler 4                 | Spieler 5          | Spieler 6            | Spieler Asien                   |
| ----------------------- | ------------------ | -------------------- | -------------------- | ------------------------- | ------------------ | -------------------- | ------------------------------- |
| Angthong FC             | Coulibaly Amiral   | Marc Landry Babo     | Seiji Kaneko         | Khampheng Sayavutthi      | Viliam Macko       | Kim Tae-young        | Nobuhito Takahashi              |
| Ayutthaya FC            | Berlin Ndebe-Nlome | Franklin Anzité      | Seiya Kojima         | Adefolarin Durosinmi      | Dani Sánchez       | Michael Thomas Byrne | Erikson Noguchipinto            |
| Bangkok FC              | Valci Júnior       | Ali Diarra           | Masahito Noto        | Samuel Danquah            | Kwon Dae-hee       | Lee Jae-min          | Suguru Hashimoto                |
| BBCU FC                 | Marcio Da Silva    | Fofana Abib          | Souleymane Coulibaly | Julius Oiboh              | Olof Hvidén-Watson | Moon Hyeon-ho        | Chae Wan-ji                     |
| Chiangmai FC            | Matías Recio       | Diego                | Anggello Machuca     | Éver Benítez              |                    |                      | Jeong Cheol-un Marc Landry Babo |
| Khon Kaen FC            | Mario César        | Xiang Li             | Amr Shaaban          | Bani Abeiku               | Hiroyuki Mae       | Yūsuke Nakatani      | Junki Yokono                    |
| Krabi FC                | Erivaldo           | Patrick              | Jean-Michel Gnonka   | Yannick                   | Jean Black         | Anayo Cosmas         | Ryohei Maeda                    |
| Nakhon Pathom United FC | Pierre Sylvain     | Lesley Ablorh        | Cho Kwang-hoon       | Ekuk Andre Houma          |                    |                      | Woo Guen-jeong                  |
| Nakhon Ratchasima FC    | Lee Tuck           | Shinichiro Kuwada    | Shōta Koide          | Ivan Bošković             | Ivan Petrović      | Noah Chivuta         | Satoshi Nagano                  |
| Pattaya United          | Cristiano Lopes    | Diego                | Léo Paulista         | Moussa Sylla              | Jun Kochi          |                      | Yoon Si-ho                      |
| Phitsanulok FC          | Nobutaka Suzuki    | Jang Yong-ik         | Jung Ji-soo          | Park Moon-ho              |                    |                      | Kim Dong-hwi                    |
| Phuket FC               | Andrezinho         | Cristian Alex        | Éber Bessa           | Fabiano                   | Tales dos Santos   | Kendall Jagdeosingh  | Yūsuke Satō                     |
| Roi Et CF               | Dosso Mamoudou     | Jὸzef Tirer          | Jeong Hyung-jun      | Darryl Roberts            | Vadin Lyubinskiy   |                      | Kim Moon-ju                     |
| Saraburi FC             | Bernard Doumbia    | Valery Djomon        | Errol Stevens        | Soukaphone Vongchiengkham | Joo Dai-min        |                      | Baek Yong-sun                   |
| Siam Navy FC            | Felipe Ferreira    | David Bayiha         | Ludovick Takam       | Eboule Bille Samuel       | Lee In-sik         | Lim Hyun-woo         | Yūhei Ono                       |
| Sriracha FC             | Anggisu Barbosa    | Ibrahima Soumah      | Kouadio Pascal       | Yuki Miyazawa             |                    |                      | Daisuke Tada                    |
| Trat FC                 | Lazaro de Souza    | Kassiaty Gildas Laby | Efe Jerry Obode      | Saidu Sani                | Andrij Bojko       |                      | Seiya Sugishita                 |
| TTM Customs FC          | Camara Souleymane  | Jacques Nguemaleu    | Lassana Sidibe       | Hiroyuki Sugimoto         | Yūichi Yamauchi    | Mido                 | Teruaki Kurobe                  |

## Abschlusstabelle
| Pl. | Verein                  | Sp. | S  | U  | N  | Tore    | Diff. | Punkte |
| --- | ----------------------- | --- | -- | -- | -- | ------- | ----- | ------ |
| 1.  | Nakhon Ratchasima FC    | 34  | 19 | 11 | 4  | 056:270 | +29   | 68     |
| 2.  | Saraburi FC             | 34  | 16 | 13 | 5  | 055:380 | +17   | 61     |
| 3.  | Siam Navy FC            | 34  | 17 | 9  | 8  | 041:260 | +15   | 60     |
| 4.  | Bangkok FC              | 34  | 14 | 15 | 5  | 053:370 | +16   | 57     |
| 5.  | Chiangmai FC            | 34  | 15 | 10 | 9  | 051:360 | +15   | 55     |
| 6.  | Ayutthaya FC            | 34  | 15 | 6  | 13 | 054:500 | +4    | 51     |
| 7.  | Trat FC                 | 34  | 14 | 7  | 13 | 047:330 | +14   | 49     |
| 8.  | Angthong FC             | 34  | 11 | 15 | 8  | 048:350 | +13   | 48     |
| 9.  | BBCU FC                 | 34  | 13 | 9  | 12 | 049:480 | +1    | 48     |
| 10. | Krabi FC                | 34  | 13 | 8  | 13 | 041:380 | +3    | 47     |
| 11. | Phuket FC               | 34  | 12 | 11 | 11 | 039:390 | ±0    | 47     |
| 12. | TTM Customs FC          | 34  | 10 | 15 | 9  | 041:420 | −1    | 45     |
| 13. | Nakhon Pathom United FC | 34  | 9  | 15 | 10 | 043:390 | +4    | 42     |
| 14. | Pattaya United          | 34  | 12 | 5  | 17 | 042:530 | −11   | 41     |
| 15. | Roi Et CF               | 34  | 10 | 9  | 15 | 038:430 | −5    | 39     |
| 16. | Phitsanulok FC          | 34  | 9  | 11 | 14 | 036:570 | −21   | 38     |
| 17. | Khon Kaen FC            | 34  | 6  | 10 | 18 | 023:450 | −22   | 28     |
| 18. | Sriracha FC             | 34  | 0  | 3  | 31 | 019:900 | −71   | 03     |

## TOP Torschützen
Stand: 1. November 2014
| Rank | Player              | Club                                        | Goals |
| ---- | ------------------- | ------------------------------------------- | ----- |
| 1    | Marc Landry Babo    | Chiangmai FC (13 Tore) Angthong FC (6 Tore) | 19    |
| 2    | Ivan Bošković       | Nakhon Ratchasima FC                        | 18    |
| 3    | Julius Oiboh        | BBCU FC                                     | 17    |
| 4    | Valci Júnior        | Bangkok FC                                  | 16    |
| 4    | Anggello Machuca    | Chiangmai FC                                | 16    |
| 4    | Jeong Woo-geun      | Nakhon Pathom United FC                     | 16    |
| 7    | Cristiano Lopes     | Pattaya United                              | 14    |
| 8    | Berlin Ndebe-Nlome  | Ayutthaya FC                                | 13    |
| 8    | Ludovick Takam      | Siam Navy FC                                | 13    |
| 10   | Erivaldo            | Krabi FC                                    | 12    |
| 10   | Lesley Ablorh       | Nakhon Pathom United FC                     | 12    |
| 10   | Bernard Doumbia     | Saraburi FC                                 | 12    |
| 10   | Suriyakarn Chimjeen | Saraburi FC                                 | 12    |
| 10   | Seiya Sugishita     | Trat FC                                     | 12    |

## Hattricks
| Spieler             | Mannschaft              | Gegnerische Mannschaft | Ergebnis | Datum            |
| ------------------- | ----------------------- | ---------------------- | -------- | ---------------- |
| Valci Júnior        | Bangkok FC              | TTM Customs FC         | 4 – 1    | 29. März 2014    |
| Marc Landry Babo    | Chiangmai FC            | Saraburi FC            | 4 – 2    | 29. März 2014    |
| Kendall Jagdeosingh | Trat FC                 | Ayutthaya FC           | 4 – 0    | 30. März 2014    |
| Yod Chantawong      | Phitsanulok FC          | Angthong FC            | 3 – 3    | 8. Juni 2014     |
| Seiya Sugishita     | Trat FC                 | Phitsanulok FC         | 5 – 0    | 2. August 2014   |
| Erivaldo Oliveira   | Krabi FC                | Sriracha FC            | 6 – 2    | 10. August 2014  |
| Patrick da Silva    | Krabi FC                | Sriracha FC            | 6 – 2    | 10. August 2014  |
| Anggello Machuca    | Chiangmai FC            | TTM Customs FC         | 3 – 1    | 30. August 2014  |
| Yod Chantawong      | Phitsanulok FC          | Sriracha FC            | 3 – 2    | 11. Oktober 2014 |
| Lesley Ablorh       | Nakhon Pathom United FC | Sriracha FC            | 5 – 1    | 1. November 2014 |

## Auszeichnungen

### Monatliche Auszeichnungen

#### Spieler des Monats
| Monat   | Name               | Mannschaft           |
| ------- | ------------------ | -------------------- |
| März    | Valci Júnior       | Bangkok FC           |
| April   | Viliam Macko       | Angthong FC          |
| Mai     | Olof Hvidén-Watson | BBCU FC              |
| Juni    | David Bayiha       | Siam Navy FC         |
| Juli    | Berlin Ndebe-Nlome | Ayutthaya FC         |
| August  | Erivaldo           | Krabi FC             |
| Oktober | Ivan Bošković      | Nakhon Ratchasima FC |

#### Trainer des Monats
| Monat   | Name                  | Mannschaft           |
| ------- | --------------------- | -------------------- |
| März    | Sugao Kambe           | Nakhon Ratchasima FC |
| April   | Vorawan Chitavanich   | Angthong FC          |
| Mai     | Sugao Kambe           | Nakhon Ratchasima FC |
| Juni    | Surasak Tungsurat     | Siam Navy FC         |
| Juli    | Tawan Sripan          | Saraburi FC          |
| August  | Somchai Chuayboonchum | Chiangmai FC         |
| Oktober | Krit Singha-preecha   | Trat FC              |

### Jährliche Auszeichnungen
| Auszeichnung                 | Name                  | Mannschaft           |
| ---------------------------- | --------------------- | -------------------- |
| Trainer des Jahres           | Totchtawan Sripan     | Saraburi FC          |
| Torwart des Jahres           | Kampol Pathom-attakul | Nakhon Ratchasima FC |
| Verteidiger des Jahres       | Pralong Sawandee      | Nakhon Ratchasima FC |
| Mittelfeldspieler des Jahres | Panuwat Yimsa-ngar    | Saraburi FC          |
| Stürmer des Jahres           | Ivan Bošković         | Nakhon Ratchasima FC |
| GOLDEN BOOT                  | Marc Landry Babo      | Angthong FC          |

## Ausrüster / Sponsoren
| Mannschaft              | Ausrüster   | Sponsoren    |
| ----------------------- | ----------- | ------------ |
| Angthong FC             | Ego Sports  | CP           |
| Ayutthaya FC            | Poom Planet | Gulf         |
| Bangkok FC              | FBT         | M2F          |
| BBCU FC                 | FBT         | M2F          |
| Chiangmai FC            | Warrix      | Singha       |
| Khon Kaen FC            | Grand Sport | Leo Beer     |
| Krabi FC                | Ego Sports  | Thai AirAsia |
| Nakhon Pathom United FC | Kool        | Chang        |
| Nakhon Ratchasima FC    | Warrix      | Mazda        |
| Pattaya United          | Grand Sport | true         |
| Phitsanulok FC          | Lotto       | Chang        |
| Phuket FC               | Grand Sport | Chang        |
| Roi Et CF               | FBT         | Toyota       |
| Saraburi FC             | Kool        | Gulf         |
| Siam Navy FC            | FBT         | Group Avia   |
| Sriracha FC             | FBT         | Espure       |
| Trat FC                 | Tamudo      | CP           |
| TTM Customs FC          | Deffo       | TTM          |